# Граф Четэм

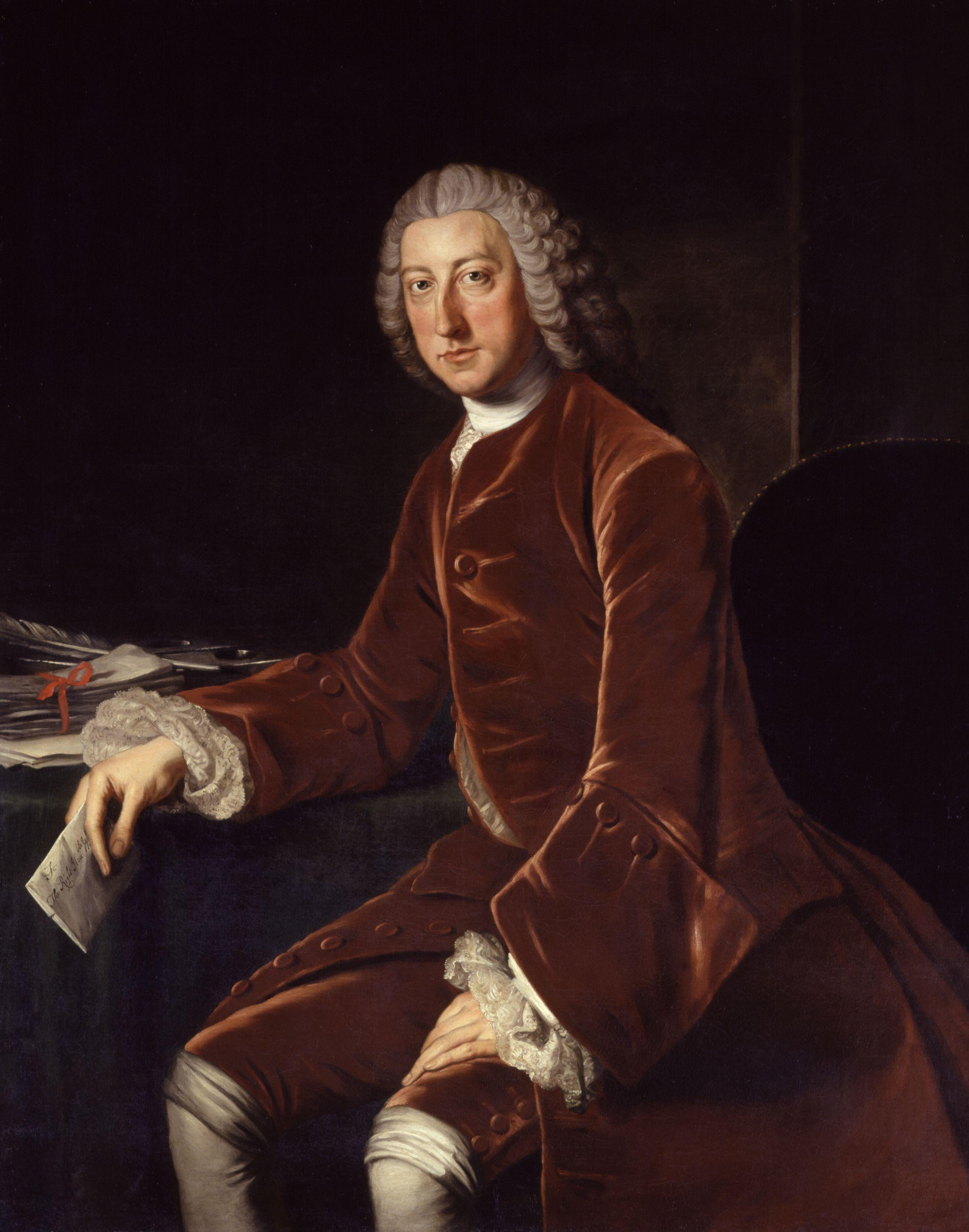
Уильям Питт-Старший, 1-й граф Четэм (1708—1778)

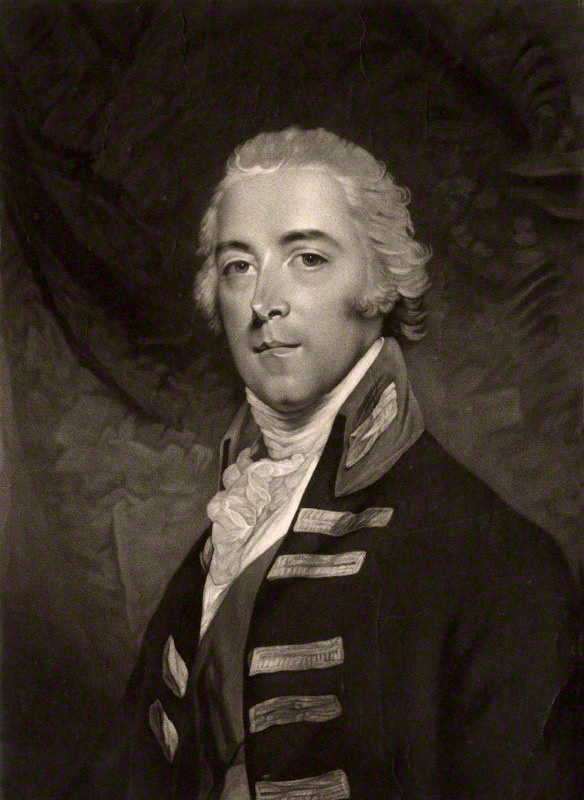
Джон Питт, 2-й граф Четэм (1756—1835)

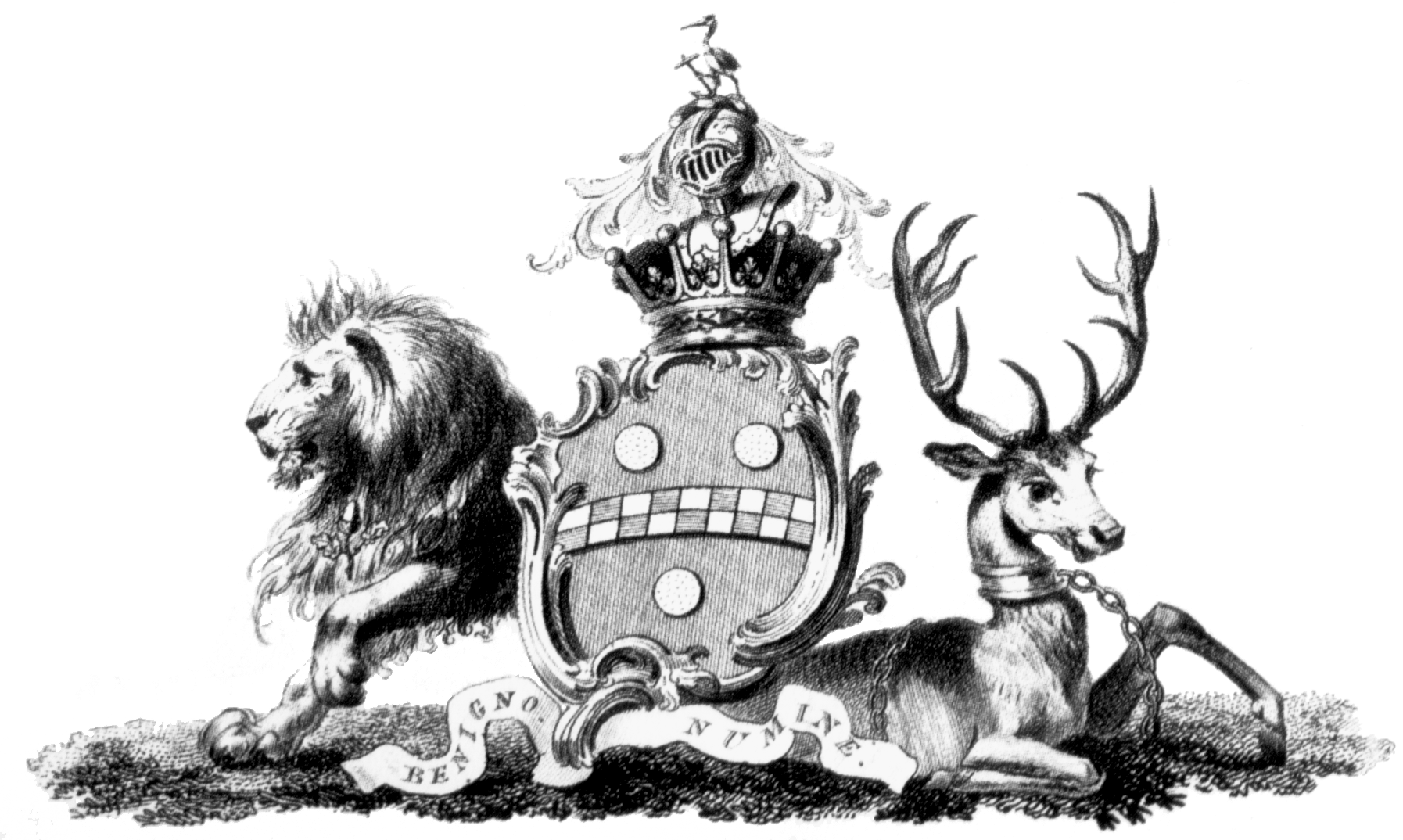
Герб Уильяма Питта

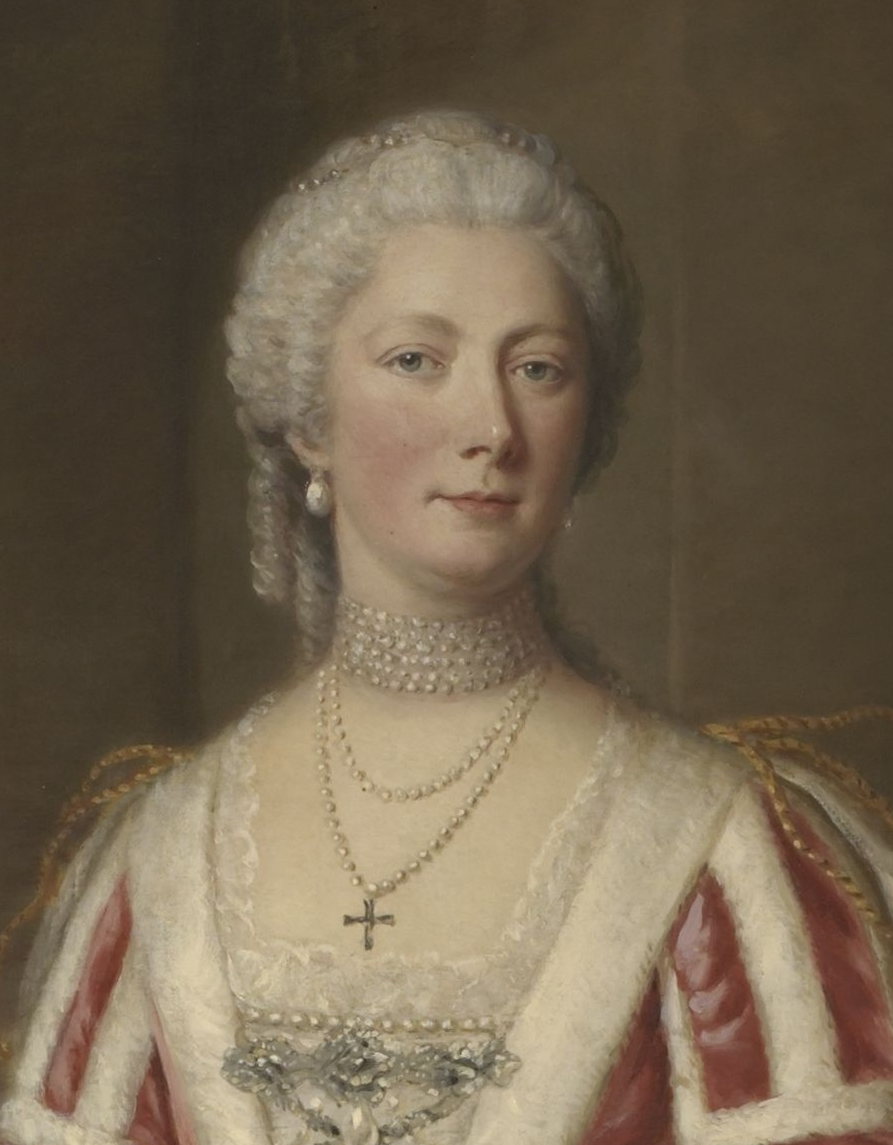
Хестер Питт, 1-я баронесса Четэм, жена Уильяма Питта-Старшего

Граф Четэм (англ. Earl of Chatham) из Чатема в графстве Кент — угасший дворянский титул в системе Пэрства Великобритании. Он был создан 4 августа 1766 года для Уильяма Питта-Старшего (1708—1778). Также тогда же он получил титул виконта Питта из Бертон-Пинсента в графстве Сомерсет (Пэрство Великобритании). Он заседал в Палате общин Великобритании от Олд-Сарума (1735—1747), Сифорда (1747—1754), Олдборо (1754—1756), Окхэмптона (1756—1757) и Бата (1757—1766), а также занимал должности казначея вооружённых сил (1746—1755), государственного секретаря Южного департамента (1756—1757, 1757—1761), лорда-хранителя Малой печати (1766—1768) и премьер-министра Великобритании (1766—1768).
Леди Хестер Гренвилл (1720—1803), жена Уильяма Питта-Старшего и дочь Хестер Темпл, 1-й графини Темпл, 4 декабря 1761 года получила титул баронессы Четэм из Чатема в графстве Кент (Пэрство Великобритании), когда её муж ещё заседал в Палате общин Великобритании.
Их второй сын, Уильям Питт-Младший (1759—1806), трижды занимал пост премьер-министра Великобритании (1783—1801, 1801, 1804—1806).
Их старший сын, Джон Питт, 2-й граф Четэм (1756—1835), унаследовал титулы графа Чатэма и виконта Питта в 1778 году, а титул барона Четэма в 1803 году. Он занимал посты первого лорда Адмиралтейства (1788—1794), лорда-хранителя Малой печати (1794—1798), лорда-председателя Совета (1796—1801), генерал-фельдцейхмейстера (1801—1806, 1807—1810), губернатора Плимута (1805—1807), полковника 4-го королевского пехотного полка (1799—1835), губернатора Джерси (1807—1821) и Гибралтара (1820—1825). После его смерти в 1835 году все три титула прервались.

## Бароны Четэм (1705)
- Джон Кэмпбелл, 2-й герцог Аргайл (10 октября 1678 — 4 октября 1743), сын Арчибальда Кэмпбелла, 1-го герцога Аргайла, и Элизабет Толлмаш. С 1705 года — граф Гринвич и барон Четэм, с 1719 года — 1-й герцог Гринвич.

## Бароны Четэм, вторая креация (1761)
- Хестер Питт, 1-я баронесса Четэм (8 ноября 1720 — 9 апреля 1803), единственная дочь Ричарда Гренвилла и Хестер Гренвилл, 1-й графини Темпл, супруга Джона Питта-Старшего
- Джон Питт, 2-й граф Четэм, 2-й барон Четэм (9 октября 1756 — 24 сентября 1835), старший сын предыдущей

## Граф Четэм (1766)
- Уильям Питт, 1-й граф Четэм (15 ноября 1708 — 11 мая 1778), сын политика Роберта Питта (1680—1727) и внук Томаса Питта (1653—1726)
- Джон Питт, 2-й граф Четэм (9 октября 1756 — 24 сентября 1835), старший сын предыдущего.